# Europese weg 4
De Europese weg 4 of E4 is een Europese weg die loopt van Helsingborg in Zweden naar Tornio in Finland.
Het wegnummer E4 stamt eigenlijk uit het oude E-routenetwerk, van vóór 1975. Deze weg liep destijds van Lissabon, via Madrid, Frankfurt am Main en de huidige E4 naar Helsinki. Bij de hernummering van de E-wegen moest het Zweedse deel van deze weg deel gaan uitmaken van de E55, maar om praktische redenen is er besloten het oude nummer E4 te blijven handhaven, de kosten van het vervangen van de bewegwijzering zou te groot zijn. In Zweden zijn de E-wegen namelijk deel van de nationale wegnummering, in plaats van dat het naast een nationale nummering bestaat. Na Helsingborg wordt de route vervolgd als E55, naar Kalamáta in Griekenland.

## Algemeen
De weg begint in het Zweedse Helsingborg, en gaat vandaaruit naar het noorden, waar de weg onder andere langs Jönköping en het Vättermeer loopt. Vervolgens loopt de weg meer naar het noordoosten om in Stockholm deel uit te maken van de rondweg daar, waarna de weg naar Gävle loopt, en vanaf daar langs de Botnische Golf, tot aan het einde van de E4 in het Finse Tornio.
De E4 doet de volgende steden aan:
Zweden
- Helsingborg
- Jönköping
- Norrköping
- Södertälje
- Stockholm
- Sundsvall
- Umeå
- Luleå
- Haparanda

Finland
- Tornio

## Traject

### Zweden
De E4 begint in de haven van Helsingborg, waar de weg een aansluiting heeft met de E47 en E55, die beide naar Denemarken gaan. De E4 loopt vanaf de haven richting het zuidoosten tot aan het knooppunt Helsingborg Södra, vanwaar de E4 naar het noorden wordt vervolgd samen met de E6 en E20 tot knooppunt Kropp. Vandaaruit volgt de E4 een tracé naar het noordoosten en later het noorden, waar onder andere de steden Ljungby en Jönköping worden aangedaan. Vanaf hier wordt de oostkant van het Vättermeer voor de halve lengte van het meer gevolgd, waarna een meer noordoostelijke koers wordt vervolgt, waarbij de weg langs Linköping en Södertälje komt. Bij Stockholm maakt de E4/E20 deel uit van de westring van de stad, en vandaar gaat de weg naar het noorden. Vanaf Gävle volgt de E4 de kust van de Botnische Golf en eindigt de snelweg, vanaf hier is het, op een aantal fragmenten snelweg na, een brede hoofdweg. Vanaf hier doet de weg steden als Sundsvall, Umeå en Luleå aan, en komt die bij Haparanda bij de Finse grens.

### Finland
Het Finse gedeelte van de E4 is slechts 800 meter lang en volgt de Valtatie 29, waar het eindigt in Tornio bij het knooppunt met de Valtatie 21 en E8.

## Toekomst
Er worden enkele projecten ondernomen de doorstroming van de weg te verbeteren:
- Tot september 2023 was tussen afrit 80 (Ljungby-Norra) en afrit 83 (Toftaholm) geen snelweg maar een overbelaste 2+1-weg. Het resterende deel van de ontbrekende stuk snelweg, tussen afrit 78 (Hamneda) en afrit 80 (Ljungby-Norra) is naar verwachting in 2025 omgebouwd tot snelweg.[2][3]
- Het deel van de E4 op de ring Stockholm zal volgens de planning in 2030 worden vervangen door de Förbifart Stockholm, waarvan het grootste gedeelte een tunnel zal zijn van 17 kilometer lang. Hiermee zal een groot deel stedelijk gebied vermeden kunnen worden.

## Europese wegen die de E4 kruisen
Tijdens de route komt de E4 de volgende Europese wegen tegen:
- De E6 bij Helsingborg, Zweden
- De E20 bij Helsingborg en Stockholm, beide in Zweden
- De E22 bij Norrköping, Zweden
- De E18 bij Stockholm, Zweden
- De E16 bij Gävle, Zweden
- De E14 bij Sundsvall, Zweden
- De E12 bij Umeå, Zweden
- De E10, die van Luleå tot Töre hetzelfde traject volgt, beide in Zweden
- De E8 in Tornio, Finland

Europese wegen:
E4 · E6 · E10 · E12 · E14 · E16 · E18 · E20 · E22 · E45 · E65
Riksvägar:
9 · 11 · 13 · 15 · 17 · 19 · 21 · 23 · 24 · 25 · 26 · 27 · 28 · 29 · 30 · 31 · 32 · 34 · 35 · 37 · 40 · 41 · 42 · 44 · 46 · 47 · 49 · 50 · 51 · 52 · 53 · 55 · 56 · 57 · 61 · 62 · 63 · 66 · 68 · 69 · 70 · 72 · 73 · 75 · 76 · 77 · 83 · 84 · 86 · 87 · 90 · 92 · 94 · 95 · 97 · 98 · 99